# Nederland op de Olympische Zomerspelen 1968
Nederland nam deel aan de Olympische Zomerspelen 1968 in Mexico-Stad, Mexico. Voor het eerst sinds 1948 werd ten minste drie keer goud gewonnen.

## Medailles
| Sport      | Olympiër                                                | Discipline                | Medaille |
| ---------- | ------------------------------------------------------- | ------------------------- | -------- |
| Roeien     | Jan Wienese                                             | skiff (m)                 | Goud     |
| Wielrennen | Joop Zoetemelk Jan Krekels Fedor den Hertog René Pijnen | 100 km ploegentijdrit (m) | Goud     |
| Zwemmen    | Ada Kok                                                 | 200 m vlinderslag (v)     | Goud     |
| Wielrennen | Jan Jansen Leijn Loevesijn                              | 2000 m tandem (m)         | Zilver   |
| Roeien     | Harry Droog Leendert van Dis                            | dubbel twee (m)           | Zilver   |
| Roeien     | Roderick Rijnders Herman Suselbeek Hadriaan van Nes     | twee met stuurman (m)     | Zilver   |
| Atletiek   | Mia Gommers                                             | 800 m (v)                 | Brons    |

## Overzicht per sport
| Sport          | Deelnemers | Goud | Zilver | Brons | Totaal |
| -------------- | ---------- | ---- | ------ | ----- | ------ |
| Atletiek       | 12         |      |        | 1     | 1      |
| Boksen         | 2          |      |        |       | '      |
| Gewichtheffen  | 1          |      |        |       | '      |
| Hockey         | 17         |      |        |       | '      |
| Kanovaren      | 7          |      |        |       | '      |
| Roeien         | 20         | 1    | 2      |       | 3      |
| Schoonspringen | 2          |      |        |       | '      |
| Waterpolo      | 11         |      |        |       | '      |
| Wielersport    | 10         | 1    | 1      |       | 2      |
| Zeilen         | 6          |      |        |       | '      |
| Zwemmen        | 17         | 1    |        |       | 1      |
| Totaal         | 107        | 3    | 3      | 1     | 7      |

## Resultaten per onderdeel

### Atletiek
| Olympiër                                                                       | Discipline      | Resultaat    | Prestatie |
| ------------------------------------------------------------------------------ | --------------- | ------------ | --- |
| Aad Steylen                                                                    | marathon (m)    | 27e          | 2:37.42,0 |
| Ed de Noorlander                                                               | tienkamp (m)    | 9e           | 7554 punten 0780 punten, 100m (11,1) 0800 punten, verspringen (6,90m) 0721 punten, kogelstoten (13.89m) 0813 punten, hoogspringen (1,95m) 0784 punten, 400m (50,5) 0903 punten, 110m horden (14,5) 0719 punten, discuswerpen (41,70m) 0859 punten, polsstokhoogspringen (4,20m) 0636 punten, speerwerpen (50,22m) 0539 punten, 1500m (4.37,81) |
|                                                                                |                 |              | |
| Wilma van Gool-van den Berg                                                    | 100m (v)        | halve finale | serie 6: 11,5 (3e tijd) KF 2: 11,4 (3e tijd) HF 2: 11,8 (7e tijd) |
| Wilma van Gool-van den Berg                                                    | 200m (v)        | serie        | serie 3: 23,5 (4e tijd) |
| Truus Hennipman-Cruiming                                                       | 100m (v)        | kwartfinale  | serie 5: 11,7 (4e tijd) KF 1: 11,5 (7e tijd) |
| Truus Hennipman-Cruiming                                                       | 200m (v)        | halve finale | serie 2: 23,4 (3e tijd) HF 2: 23,5 (8e tijd) |
| Mieke Sterk                                                                    | 200m (v)        | serie        | serie 5: 24.0 (5e tijd) |
| Mirna van der Hoeven-Jansen                                                    | 400m (v)        | 8e           | serie 3: 53,1 (1e tijd) HF 2: 52,6 (2e tijd) finale: 53,0 |
| Mia Gommers                                                                    | 800m (v)        | Brons        | serie 1: 2.04,0 (1e tijd) HF 2: 2.05,1 (1e tijd) finale: 2.02,6 |
| Ilja Keizer-Laman                                                              | 800m (v)        | halve finale | serie 4: 2.08,9 (4e tijd) HF 1: 2.14,8 (7e tijd) |
| Tilly van der Zwaard                                                           | 800m (v)        | serie        | serie 3: 2.10,5 (6e tijd) |
| Wilma van Gool-van den Berg Truus Hennipman-Cruiming Mieke Sterk Corrie Bakker | 4x100m (v)      | 4e           | serie: 43,4 =WR finale: 43,4 |
| Els van Noorduyn                                                               | kogelstoten (v) | 8e           | 16,23m |
| Marjan Ackermans-Thomas                                                        | vijfkamp (v)    | 17e          | 4650 punten 0963 punten, 80m horden (11,5) 0896 punten, kogelstoten (12,62m) 0996 punten, hoogspringen (1,65m) 0908 punten, verspringen (5,65m) 0887 punten, 200m (25,5) |

### Boksen
| Olympiër        | Discipline                 | Resultaat   | Prestatie |
| --------------- | -------------------------- | ----------- | --- |
| Jan van Ispelen | middengewicht (–75 kg) (m) | 1/8F        | 1/16F: versloeg Miguel Villugron Chili technisch knock-Out, ronde 2 1.8F: verloor van Mate Parlov Joegoslavië 1-4                  |
| Rudi Lubbers    | zwaargewicht (-81 kg)      | kwartfinale | 1/8F versloeg Talaat el-Dahsaan Verenigde Arabische Republiek diskwalificatie in ronde 2 1/4F verloor van Joaquín Rocha Mexico 2-3 |

### Gewichtheffen
| Olympiër          | Discipline       | Resultaat | Prestatie                                                          |
| ----------------- | ---------------- | --------- | ------------------------------------------------------------------ |
| Piet van der Kruk | zwaargewicht (m) | 9e        | drukken: 160 kg trekken: 140 kg stoten: 187,50 kg totaal: 487,5 kg |

### Hockey
| Olympiër | Discipline | Resultaat | Prestatie |
| --- | ---------- | --------- | --- |
| Gerard Hijlkema Arie de Keyzer Ewald Kist Jan Piet Fokker Otto ter Haar Joost Boks Aart Brederode Edo Buma Sebo Ebbens John Elffers Tippy de Lanoy Meijer Frans Spits Theo Terlingen Kik Thole Heiko van Staveren Piet Weemers Theo van Vroonhoven | mannen     | 5e        | voorronde 0-6 Nederland - Pakistan 7-0 Nederland - Argentinië 2-1 Nederland - Groot-Brittannië 0-2 Nederland - Kenia 1-0 Nederland - Maleisië 1-0 Nederland - Frankrijk 0-2 Nederland - Australië om plaats 5/8 3-1 Nederland - Nieuw-Zeeland 1-0 Nederland - Spanje |

### Kanovaren
| Olympiër                                               | Discipline    | Resultaat | Prestatie                                                                                  |
| ------------------------------------------------------ | ------------- | --------- | ------------------------------------------------------------------------------------------ |
| Paul Hoekstra                                          | K-1 1000m (m) | 9e        | serie: 4.05,7 (4e tijd) herkansing: 4.18,3 (2e tijd) HF: 4.06,73 (2e tijd) finale: 4.13,28 |
| Toon Geurts Paul Hoekstra                              | K-2 1000m (m) | 4e        | serie: 3.42,0 (2e tijd) HF: 3.53,05 (2e tijd) finale: 3.41,36                              |
| Paul Bunschoten Toon Geurts Bram Muusse Jan Wittenberg | K-4 1000m (m) | 10e       | serie: 3.31,4 (5e tijd) herkansing: 3.26,86 (1e tijd) HF: 3.21,60 (4e tijd)                |
|                                                        |               |           |                                                                                            |
| Mieke Jaapies                                          | K-1 500m (v)  | 8e        | serie: 2.10,9 (3e tijd) finale: 2.18,38                                                    |
| Mieke Jaapies Thea Bergers-Duif                        | K-2 500m (v)  | 6e        | serie: 2.03,4 (3e tijd) finale: 2.02,02                                                    |

### Roeien
| Olympiër | Discipline      | Resultaat | Prestatie                                                                              |
| --- | --------------- | --------- | -------------------------------------------------------------------------------------- |
| Jan Wienese | skiff (m)       | Goud      | serie 3: 7.44,92 (1e tijd) HF 2: 7.45,48 (1e tijd) finale: 7.47,80                     |
| Harry Droog Leendert van Dis                                                                                                   | dubbeltwee (m)  | Zilver    | serie 2: 6.56,09 (2e tijd) HF 2: 7.13,74 (3e tijd) finale: 6.52,80                     |
| Roel Luijnenburg Ruud Stokvis                                                                                                  | twee-zonder (m) | 6e        | serie 1: 7.14,50 (1e tijd) HF 1: 7.15,51 (1e tijd) finale: niet gefinisht              |
| Hadriaan van Nes Herman Suselbeek Rody Rijnders                                                                                | twee-met (m)    | Zilver    | serie 3: 8.18,78 (3e tijd) HF 1: 8.01,19 (2e tijd) finale: 8.06,80                     |
| Berend Brummelman Tom Dronkert Erik Hartsuiker Herman Rouwé Otto Weekhout                                                      | vier-met (m)    | 9e        | serie 1: 7.08,15 (2e tijd) HF 1: 7.08,68 (6e tijd) finale B: 6.51,77 (3e tijd)         |
| Piet Bon Gee van Enst Maarten Kloosterman Jan van Laarhoven Eric Niehe Jaap Reesink Jan Steinhauser Eric Wesdorp Arthur Koning | acht (m)        | 8e        | serie 2: 6.12,23 (4e tijd) herkansing 2: 6.12,90 (3e tijd) finale B: 6.14,18 (2e tijd) |

### Schoonspringen
| Olympiër       | Discipline   | Resultaat | Prestatie                                                                                                |
| -------------- | ------------ | --------- | --- |
| Mariët Dommers | 3m plank (v) | 18e       | 05,44 sprong 1 11,05 sprong 2 09,31 sprong 3 11,20 sprong 4 12,92 sprong 5 79,32 eindtotaal kwalificatie |
| Eljo Kuiler    | 3m plank (v) | 16e       | 09,60 sprong 1 10,37 sprong 2 11,40 sprong 3 09,28 sprong 4 12,35 sprong 5 80,93 eindtotaal kwalificatie |

### Waterpolo
| Olympiër | Discipline | Resultaat | Prestatie |
| --- | ---------- | --------- | --- |
| Bart Bongers Fred van Dorp Loet Geutjes André Hermsen Hans Hoogveld Evert Kroon Ad Moolhuijzen Hans Parrel Nico van der Voet Feike de Vries Hans Wouda | mannen     | 7e        | voorronde groep B 9-5 Nederland - Griekenland 8-1 Nederland - Mexico 9-1 Nederland - Japan 4-7 Nederland - Joegoslavië 6-3 Nederland - Verenigde Arabische Republiek 3-3 Nederland - Italië 3-8 Nederland - DDR om plaats 5/8 3-6 Nederland - Verenigde Staten 8-5 Nederland - Cuba |

### Wielersport
| Olympiër                                                | Discipline                | Resultaat   | Prestatie |
| ------------------------------------------------------- | ------------------------- | ----------- | --- |
| Jan Jansen                                              | sprint (m)                | kwartfinale | ronde 1: versloeg Arturo García Mexico ronde 2: verloor van Gordon Johnson Australië ronde 2 herkansing: versloeg Daniel Goens België & José Pittaro Argentinië 1/8F: versloeg Roger Gibbon Trinidad en Tobago & Gordon Johnson Australië KF: verloor van Giordano Turrini Italië 1-2 |
| Leijn Loevesijn                                         | sprint (m)                | kwartfinale | ronde 1: versloeg András Baranyecz Hongarije & Tim Mountford Verenigde Staten ronde 2: verloor van Niels Fredborg Denemarken ronde 2 herkansing: versloeg Jocelyn Lovell Canada 1/8F: verloor van Giordano Turrini Italië & Jürgen Barth Bondsrepubliek Duitsland 1/8F herkansing ronde 1: versloeg Roger Gibbon Trinidad en Tobago & Serhiy Kravtsov Sovjet-Unie 1/8F herkansing finale: versloeg Tim Mountford Verenigde Staten KF: verloor van Daniel Morelon Frankrijk 0-2 |
| Leijn Loevesijn                                         | 1000m tijdrit (m)         | 6e          | 1.04,84 |
| Jan Jansen Leijn Loevesijn                              | tandem (m)                | Zilver      | 1/8F: versloegen Denemarken KF: versloegen Tsjecho-Slowakije 2-1 HF: versloegen Italië 2-1 finale: verloren van Frankrijk 0-2 |
| Fedor den Hertog                                        | achtervolging (m)         | serie       | serie verloor van Mogens Frey Jensen Denemarken |
| Klaas Balk Piet Hoekstra Henk Nieuwkamp Joop Zoetemelk  | ploegenachtervolging (m)  | serie       | 1/8F: verloren van DDR |
|                                                         |                           |             | |
| Harrie Jansen                                           | wegwedstrijd (m)          | 24e         | 4:46.30,90 |
| Jan Krekels                                             | wegwedstrijd (m)          | 11e         | 4:44.09,70 |
| René Pijnen                                             | wegwedstrijd (m)          | 5e          | 4:43.36,81 |
| Joop Zoetemelk                                          | wegwedstrijd (m)          | -           | uitgevallen |
| Fedor den Hertog Jan Krekels René Pijnen Joop Zoetemelk | 100 km ploegentijdrit (m) | Goud        | 2:07.49,06 |

### Zeilen
| Olympiër                          | Discipline                 | Resultaat | Prestatie |
| --------------------------------- | -------------------------- | --------- | --- |
| Boudewijn Binkhorst               | Finn klasse (g)            | 19e       | 30 punten (24e) 42 punten (DNF) 27 punten (21e) 11,7 punten (6e) 14 punten (8e) 28 punten (22e) 15 punten (9e) 125,7 punten eindtotaal |
| Ben Verhagen Nico de Jong         | Flying Dutchman klasse (g) | 18e       | 22 punten (16e) 17 punten (11e) 24 punten (18e) 23 punten (17e) 20 punten (14e) 10 punten (5e) 27 punten (21e) 116 punten eindtotaal   |
| Cor Groot Jan Bol Pieter de Zwart | drakenklasse               | 10e       | 16 punten (10e) 28 punten (DNF) 24 punten (18e) 5,7 punten (3e) 17punten (11e) 19 punten (13e) 13 punten (7e) 94,7 punten eindtotaal   |

### Zwemmen
| Olympiër                                              | Discipline        | Resultaat | Prestatie                                                       |
| ----------------------------------------------------- | ----------------- | --------- | --------------------------------------------------------------- |
| Elt Drenth                                            | 200m vrij (m)     | serie     | serie 4: 2.05,6 (5e tijd)                                       |
| Aad Oudt                                              | 200m vrij (m)     | serie     | serie 9: 2.06,6 (3e tijd)                                       |
| Johan Schans                                          | 200m vrij (m)     | serie     | serie 4: 2.04,1 (3e tijd)                                       |
| Bob Schoutsen                                         | 100m rug (m)      | 6e        | serie 6: 1.02,8 (2e tijd) HF 2: 1.02,1 (5e tijd) finale: 1.01,8 |
| Bob Schoutsen                                         | 200m rug (m)      | serie     | serie 4: 2.18,2 (2e tijd)                                       |
| Rinus van Beek                                        | 200m rug (m)      | serie     | serie 5: 2.21,2 (3e tijd)                                       |
| Dick Langerhorst                                      | 200m vlinder (m)  | serie     | serie 5: 2.17,4 (4e tijd)                                       |
| Elt Drenth Dick Langerhorst Aad Oudt Johan Schans     | 4x200m vrij (m)   | 8e        | serie 2: 8.17,0 (4e tijd)                                       |
|                                                       |                   |           |                                                                 |
| Toos Beumer                                           | 100m vrij (v)     | serie     | serie 6: 1.06,1 (6e tijd)                                       |
| Nel Bos                                               | 100m vrij (v)     |           | serie 3: 1.03,0 (1e tijd) HF 3: 1.02,8 (5e tijd)                |
| Nel Bos                                               | 100m vlinder (v)  |           | serie 2: 1.09,5 (4e tijd) HF 2: 1.08,5 (5e tijd)                |
| Mirjam van Hemert                                     | 100m vrij (v)     | serie     | serie 8: 1.06,1 (6e tijd)                                       |
| Cobie Buter                                           | 100m rug (v)      | 11e       | serie 6: 1.10,0 (2e tijd) HF 2: 1.10,7 (6e tijd)                |
| Cobie Sikkens                                         | 100m rug (v)      | serie     | serie 6: 1.11,9 (4e tijd)                                       |
| Cobie Sikkens                                         | 200m rug (v)      | serie     | serie 1: 2.36,9 (2e tijd)                                       |
| Bep Weeteling                                         | 100m rug (v)      | serie     | serie 1: 1.12,5 (4e tijd)                                       |
| Bep Weeteling                                         | 200m rug (v)      | serie     | serie 3: 2.35,4 (3e tijd)                                       |
| Marjan Janus                                          | 100m school (v)   | serie     | serie 2: 1.21,9 (5e tijd)                                       |
| Klenie Bimolt                                         | 200m school (v)   | serie     | serie 5: 2.57,9 (5e tijd)                                       |
| Ada Kok                                               | 100m vlinder (v)  | 4e        | serie 1: 1.08,5 (2e tijd) HF 1: 1.06,2 (1e tijd) finale: 1.06,2 |
| Ada Kok                                               | 200m vlinder (v)  | Goud      | serie 4: 2.26,3 OR finale: 2.24,7 OR                            |
| Hennie Penterman                                      | 200m wissel (v)   | serie     | serie 6: 2.36,7 (1e tijd)                                       |
| Hennie Penterman                                      | 400m wissel (v)   | serie     | serie 1: 5.38,8 (3e tijd)                                       |
| Nel Bos Mirjam van Hemert Hella Rentema Bep Weeteling | 4x100m vrij (v)   | 9e        | serie 2: 4.16,7 (4e tijd)                                       |
| Cobie Buter Klenie Bimolt Ada Kok Nel Bos             | 4x100m wissel (v) | 7e        | serie 2: 4.39,4 (2e tijd) final: 4.38,7                         |